# جوليو بيتروني
جوليو بيتروني (بالإيطالية: Giulio Petroni)‏ (و. 1917 – 2010 م) هو مخرج أفلام، وكاتب سيناريو من إيطاليا، ومملكة إيطاليا، ولد في روما، توفي في روما، عن عمر يناهز 93 عاماً.

## وصلات خارجية
- جوليو بيتروني على موقع IMDb (الإنجليزية)
- جوليو بيتروني على موقع ألو سيني (الفرنسية)
- جوليو بيتروني على موقع تيرنر كلاسيك موفيز (الإنجليزية)
- جوليو بيتروني على موقع أول موفي (الإنجليزية)
- جوليو بيتروني على موقع قاعدة بيانات الأفلام السويدية (السويدية)
- جوليو بيتروني على موقع قاعدة بيانات الفيلم (الإنجليزية)
- جوليو بيتروني على موقع كينوبويسك (الروسية)